# سالياس دي خالون
بلدية سالياس دي خالون (بالإسبانية: Salillas de Jalón) هي بلدية تقع في مقاطعة سرقسطة التابعة لمنطقة أراغون شمال شرق إسبانيا.

## الديموغرافيا
بلغ عدد سكان بلدية سالياس دي خالون 383 نسمة عام 2011 (وفقاً للمعهد الوطني الإسباني للإحصاء).
| 372 | 358 | 362 | 350 | 365 | 371 | 383 |